# Hus
 For alternative betydninger, se Hus (flertydig). (Se også artikler, som begynder med Hus)
Et hus er en fritstående bygning, hvori man kan bo (beboelseshus eller bolighus) eller holde forsamlinger (forsamlingshus), hvor det primære formål ikke er penge, men oftest fællesskab. Det kan fx være klubhuse, sommerhuse og kirker. Huse  hvor det primære formål er at drive forretning kaldes oftest blot bygninger. Huse bruges også om den "indkapsling", der kan omgive forskellige tekniske indretninger, for eksempel elektroniske komponenter.
Huse har været udformet i alle slags former og størrelser. Husene har gennem hele historien udviklet sig og tilpasset sig rammebetingelser som kultur, brugsbehov, klima, teknologi, materialetilgang og æstetiske idealer. Huse dækker mange centrale behov for en civilisation, de værner mod vejrlig og andre ydre forhold, de giver mulighed for privatliv og beskyttelse, og de kan tjene som statussymboler og en æstetisk udtryksform.
Hus betød i ældre tid slot eller befæstet plads; kongens "hus" var kongens "slot"; den samme betydning har ordet i mange sammensætninger som Koldinghus, Hammershus, Malmöhus, Glimmingehus m.fl.

## Udformning
Udformningen af husene har i mange kulturer, og traditionelt i Danmark, sket ud fra normer som gradvis har etableret sig og tilpasset sig skiftende forhold. Mange af detaljerne i konstruktion og udformning har da vært udført af håndværkerne ud fra etablerede praksisser, som har ført til at man gradvis har etableret gode løsninger, og at man har fået en samlet udformning som er gennemgående i bebyggelsen.
I det moderne samfund planlægges i større grad både overordnet udformning og detaljer af arkitekter og ingeniører. Dette har ført til en hurtig udvikling i bygningsfagene. Ofte har det imidlertid også, i kombination med en svag kommunal styring, ført til bebyggelser der med store variationer i formsprog  og udformning har skabt kaotiske og uæstetiske bygningsmiljøer.

### Husdele
- Køkken
- Toilet
- Stue

Ekstraudstyr:
- Veranda
- Vindfang
- Svalegang

## Historie
De ældste huskonstruktioner var antageligvis telt-agtige konstruktioner af ben eller træ og huder. Spor af det og lignende konstruktioner er blevet fundet i flere forskellige dele af verden. De første egentlige huse kom når landbrug førte til en mere permanent bosætning for omkring 10.000 år siden.
I Norden blev de første huse opført som et langhus. Disse huse var store, lange træbygninger som var inddelt i to afdelinger. Familien eller gruppen  boede i den ene del, og husdyrene brugte den anden del. Disse husene havde jordgulv, vægge af flettet træ med lerklining eller af soltørrede lersten, og åbne ildsteder. Røgen fra ildstederne blev sandsynligvis ført ud af huset gennem lyrer i taget. 
Fra omkring år 800 blev det almindeligt i Danmark at have flere bygninger med forskellige funktioner. I landsbyerne har dette bygningsmønster overvejende holdt sig helt til vor tid. I byerne og landsbyerne fik man efterhånden flere større bygninger, som havde specielle funktioner, eller som blev brugt som by-gårde med mange bo-enheder. Omkring 1100 begyndte man også at bygge stenhuse men i begyndelsen overvejende kirker. I det 16. århundrede blev det traditionelle murstenshuse med bindingsværk taget i brug. I nutiden benyttes tegl og beton, men ofte også stadig træ. Disse byggemetoder har været vigtige internationalt, og når disse byggematerialer er blevet taget i brug har det ofte ført til at stil og form har blevet præget af impulser udefra.